# 12834 Bomben
12834 Bomben è un asteroide della fascia principale. Scoperto nel 1997, presenta un'orbita caratterizzata da un semiasse maggiore pari a 2,1780895 UA e da un'eccentricità di 0,1520875, inclinata di 4,06134° rispetto all'eclittica.